# Roland Morillot
Antoine Louis Joseph Roland Morillot (Saint-Lumier-la-Populeuse, 13 giugno 1885 – Cattaro, 29 dicembre 1915) è stato un marinaio e militare francese.
Con il grado di Tenente di vascello della Marina militare francese fu comandante del sommergibile Monge durante la prima guerra mondiale. Per il suo coraggio fu insignito della Medaglia d'oro al valor militare e della Legion d'onore.

## Biografia
Nato nel Castello di Bussemont a Saint-Lumier-la-Populeuse (Marna) il 13 giugno 1885, rampollo di una famiglia di nobili origini citata nel decimo volume dell'Amorial General de France edito nel 1875. Entrò in marina nel 1901, frequentando l'Ecole Naval di Tolone da dove uscì con il grado di guardiamarina nel 1903. Nel 1904 si imbarcò sull'incrociatore Jurien de la Gravière operante nell'Oceano Atlantico. Nel 1906 ottenne la promozione a sottotenente di vascello, imbarcandosi nel 1907 sulla corazzata République operante nella squadra del Mediterraneo. Nell'ottobre 1908 entrò nell'École des torpilles di Tolone, e dopo aver ottenuto il brevetto di sommergibilista effettuò una crociera in Mediterraneo a bordo dell'incrociatore corazzato Jules Ferry. Nel 1910 divenne secondo in comando a bordo del sommergibile Monge, appartenente alla classe Pluviôse. Nel 1913 convolò a giuste nozze con la figlia dell'Ammiraglio Louis de Marolles, già comandante della squadra navale francese in Indocina, da cui ebbe un figlio. Il 14 novembre 1913 venne promosso al grado di tenente di vascello, e il 1º marzo 1914 assunse il comando del Monge.

### Nella prima guerra mondiale

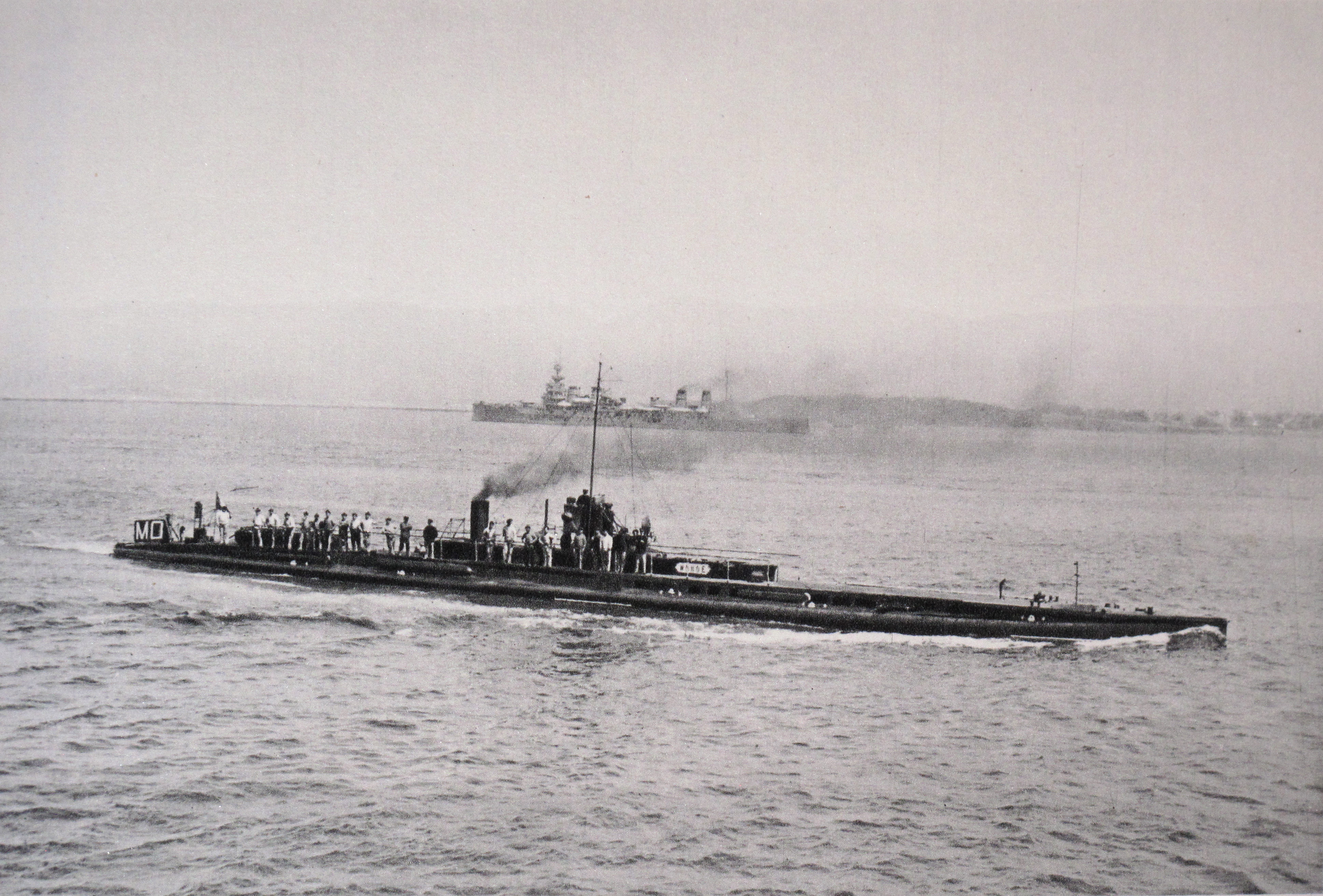
Il sommergibile Monge in navigazione di superficie

Allo scoppio della prima guerra mondiale operò in missioni di sorveglianza nel settore del basso Adriatico, e dopo l'entrata in guerra dell'Italia, il 24 maggio 1915, la sua unità fu trasferita a Brindisi, assegnata alle dipendenze del Comando Gruppo Sommergibili della Regia Marina italiana di Taranto.
Alle 16:30 del 27 dicembre 1915 il Monge lasciò la base di Brindisi dirigendosi verso Cattaro, ove si posizionò in agguato all'ingresso della locale base navale austro-ungarica. Nelle prime ore del 29 dicembre una formazione navale austroungarica lasciò l'ancoraggio di Cattaro con il compito di esplorare il tratto di mare tra Brindisi e Durazzo alla ricerca di due cacciatorpediniere italiani. Alle 2:15, mentre navigava in immersione a 7 metri di quota il sommergibile venne investito dell'incrociatore Helgoland che navigava a 30 nodi. Con gravi danni alla falsatorre e una falla nello scafo il Monge riuscì ad emergere, grazie alla perizia del comandante Morillot, per il tempo necessario affinché l'equipaggio abbandonasse il battello. Dopo essersi accertato che l'equipaggio avesse abbandonato il sommergibile, e nonostante le implorazioni dei marinai, egli decise di non lasciare la sua unità scomparendo con esso tra i flutti, insieme al cagnolino Tango, mascotte della nave.
La Regia Marina italiana volle onorare il suo sacrificio decorandolo con la Medaglia d'oro al valor militare, alla memoria, mentre la Marine nationale gli conferì il Cavalierato della Legion d'onore. In seguito il suo nome fu assegnato a ben tre sommergibili che hanno prestato servizio nelle file della marina francese.

### Periodici
- Marco Morin, L'affondamento del Monge, in Storia Militare, n. 238, Parma, Ermanno Albertelli Editore, luglio 2013,  pp. 32-39, ISSN 1122-5289 (WC · ACNP).